# Монастир Хреста
Монастир Хреста  (груз. ჯვრის მონასტერი) — масивна церковна будівля з елементами укріплень у Єрусалимі. Знаходиться на південний схід від Кнесету та на схід від музею Ізраїлю. На цьому місці росло дерево, з якого був зроблений Хрест, на якому розіп'яли Ісуса Христа.

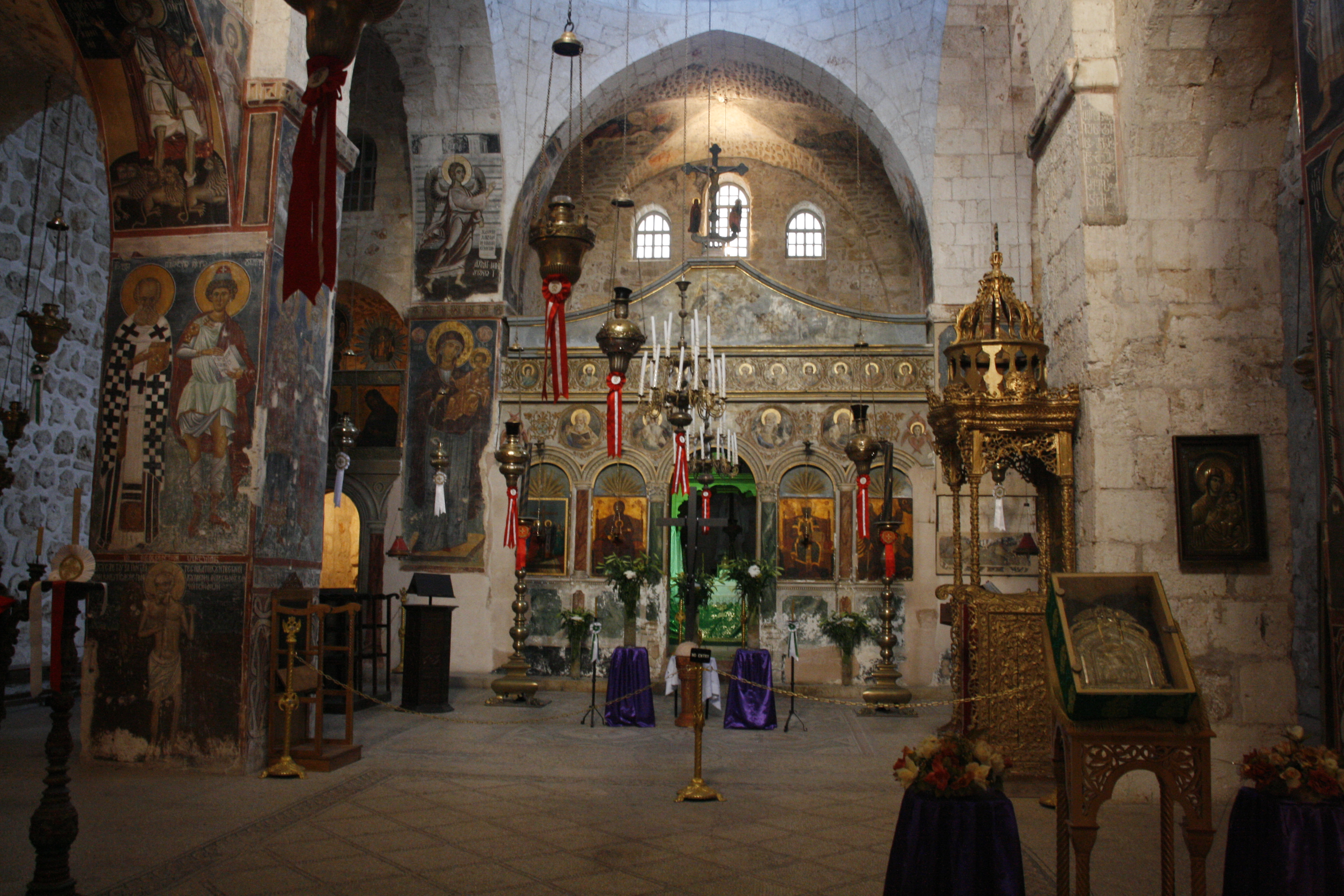
Церква

## Передання
За переказами на цьому місці мешкав Лот після розлучення від своїх дочок. Він тут посадив дерево, використане пізніше для Хреста розп'яття Ісуса Христа.

## Історія будівлі
Щодо заснування монастиря існує дві версії. За першою монастир заснувала Олена — мати імператора Констянтина під час своєї поїздки Палестиною. За іншим переказами цю територію передав імператор Констянтин першому християнському цареві Грузії — Міріану III, який і збудував на цьому місці монастир.
З 1039 по 1056 рік Баграт IV Багратіоні будує на руїнах церковної будівлі V століття сучасну споруду монастиря. Протягом віків частини монастиря були зруйновані і знову відбудовані. У 1685 році у зв'язку з зменшенням числа грузинських монахів будівлю монастиря продають Грецькому православному патріархату Єрусалима. Свідчення грузинської спадщини зберігаються в надписах та оздобленні монастиря.

## Будівля
Комплекс монастиря збудований за міцним високим муром та включає в себе численні аркади, будівлі, тераси. Церковна вежа збудована у стилі бароко. Сама будівля церкви датується XII століттям. Сріблястий купол церкви зберігся з часів хрестових походів та зберіг всі старовинні фрески та мозаїки. Вхід до однонавової церкви через нартекс. Над вівтарем піднімається купол з чотирма колонами та срібний круг, що позначає місце дерева. Стіни і колони прикрашають фрески з XII-XVII століть, які розповідають поряд з біблійними історіями також і історію дерева для Хреста.

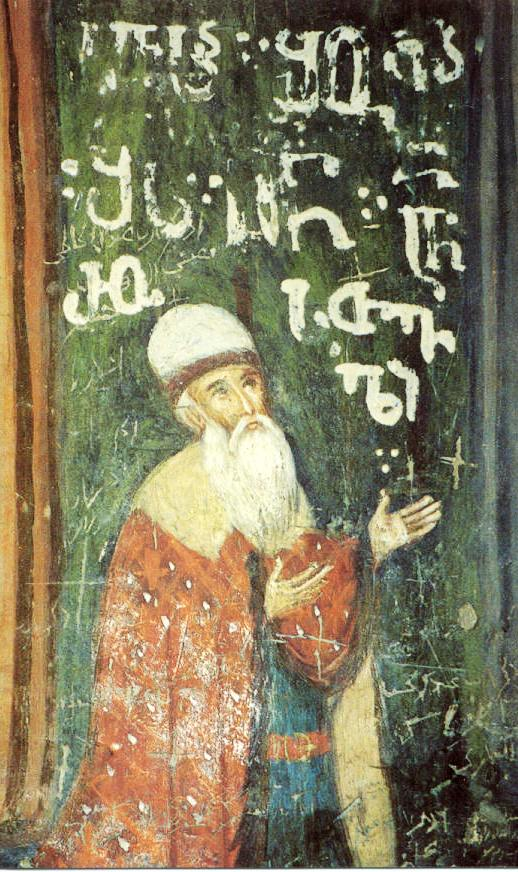
Шота Руставелі на фресці Храму Св. Хреста в Єрусалимі

У XIII столітті у монастирі проживав грузинський поет Шота Руставелі. Тут знаходиться і його могила. Про поета також нагадує фреска особи, що стоїть на колінах перед Іваном Дамаскином та Максимом, святим грузинської церкви. У приміщеннях збереглися також фрагменти підлоги з V століття.